# RoboBlatte
RoboBlatte (Roboroach) est une série télévisée d'animation canadienne en 104 épisodes de 13 minutes, créée par Carolyn Hay, produite par Portfolio Entertainment et diffusée entre le 8 janvier 2002 et le 14 juin 2004 sur Teletoon et Télétoon.
En France, elle est diffusée à partir du 7 décembre 2002 sur Disney XD.

## Synopsis
Robin et Régis sont frères. Le premier a été transformé en blatte hybride dans un laboratoire. Il est devenu un RoboBlatte aux étranges pouvoirs. Il ne doit sa survie qu'à Régis, son aîné, plus débrouillard que lui.

## Distribution

### Version française
- Jean-Claude Donda : Robin/Roboblatte

#### Version québécoise
- Jean-François Beaupré : Robin
- Benoit Éthier : Régis
- François Sasseville : Richard Grosbonnet
- Johanne Garneau : Mairesse

 Source et légende : version québécoise (VQ) sur Doublage.qc.ca

## Personnages
- Robin (Ruben en VO) : la blatte orange qui a été « transformée » en blatte/cyborg/hybride.
- Régis (Reginald en VO) : le frère aîné de Robin, il est la blatte violette, débrouillarde.

## Épisodes

### Première saison (2002-2003)
1. Coup de cafard
2. Une dent contre lui
3. Rude journée pour les blattes
4. La fièvre de la jungle
5. Une super blatte en super forme
6. Les fugitifs
7. Hibernablatte
8. Spartablatus
9. La veuve soyeuse
10. L'exbête
11. Le malblatte imaginaire
12. Roboblatte le film
13. Deux blattes et un bébé
14. Grosbonnetland
15. Le lutin malin
16. RobinBlatte Crusoé
17. Cancrelats et crustacés
18. La récréation est terminée
19. Vol au-dessus d'un nid de cafards
20. Une question de vie ou de mort
21. Des blattes l'arène
22. Le commis-voyageur
23. La vegeance de super puce
24. Les fantômes du manoir
25. Une mite démystifiée
26. Le jour de la bonne action
27. Les blattinis volants
28. Deux blattes au Far West
29. Magouilles en ville
30. Yéti ou pas yéti ?
31. L'empire d'essence
32. Les insectizoïdes
33. Le rallye de Blatteville
34. Coupable !
35. Fête de famille
36. RoboRégis
37. Le roi Régis
38. Nuit blanche
39. Les Lichouilles
40. Livraison rapide
41. Régis le jockey !
42. Régis et Robin, superstars
43. Compte à rebours
44. Visite chez les dino-raptors
45. Les pantoufles porte-bonheur
46. On a volé le cerveau du président
47. Hôtel Grillon
48. Seul au monde
49. Le grand Régissini
50. Les trombidions ont disparu
51. Le prix de la bonne humeur
52. Héros loco !

### Deuxième saison (2003-2004)
1. Cosmo-Blattes
2. La remémorisation de Robin
3. La croisière abuse
4. La saga des siphons
5. Robin et Régis à l'école de police
6. Dent pour dent
7. Superpop
8. Le trou, la balle et le bâton
9. Heures de bureau
10. Miss Blateville
11. Haut les mains !
12. Des parasites et des hommes
13. Stalagmites
14. L'île de Guiliguili
15. Les héros de Régis
16. Le chef du jour
17. Blattes et mystères
18. X et le trésor des pirates
19. Le tour de taille
20. La malédiction de la momie
21. Une paire au pair
22. Le conte de fées
23. Réalité virtuelle
24. Pourquoi pas moi !
25. Lutins d'un jour
26. Les apprentis-détectives
27. La mort en congé
28. Un train d'enfer
29. Blatte d'un soir
30. Souriez, vous êtes à la télé
31. Fais de beaux rêves, Régis !
32. Heïdi, mon amour
33. Blatte-garou
34. Robin perd le contrôle
35. Maigrir sans douleur
36. El regidente
37. Les péchés du professeur, la suite
38. Robo-réunion
39. L'envers à l'endroit
40. Est-ce grave docteur ?
41. Nuit blanche
42. Régis, super héros
43. Jeux de vilain
44. Des œufs à la douzaine
45. Une blatte en colère
46. La fièvre de l'or
47. L'art de s'empoisonner
48. L'élixir de jouvence
49. Amour fraternel
50. La mouche qui aimait Régis
51. Un parcours semé d'embûches
52. Les adieux